# سامان نریمان جهان
سامان نریمان جهان (زادهٔ ۲۹ فروردین ۱۳۷۰ - بناب) بازیکن فوتبال اهل ایران است که برای باشگاه فوتبال مس رفسنجان بازی می‌کند.
او سابقه بازی در تیم‌های تراکتور، ماشین‌سازی، گسترش فولاد، نفت تهران، پرسپولیس، پیکان، نفتچی آذربایجان، نفت مسجدسلیمان و ذوب‌آهن را دارد.

## آمار گل و پاس گل
| آمار گل و پاس گل |                 |      |    |        |
| فصل              | تیم             | بازی | گل | پاس گل |
| ---------------- | --------------- | ---- | -- | ------ |
| ۲۰۱۲–۲۰۱۳        | نفت تهران       | ۱۴   | ۲  | ۰      |
| ۲۰۱۳–۲۰۱۶        | گسترش فولاد     | ۳۴   | ۵  | ۴      |
| ۲۰۱۴–۲۰۱۵        | تراکتور (قرضی)  | ۴۴   | ۱۱ | ۱۰     |
| ۲۰۱۶–۲۰۱۷        | ماشین‌سازی       | ۱۴   | ۷  | ۳      |
| ۲۰۱۷             | پرسپولیس        | ۱۴   | ۰  | ۱      |
| ۲۰۱۸             |                 | ۱۹   | ۱  | ۰      |
| ۲۰۱۸–۲۰۱۹        | ماشین‌سازی       | ۲۲   | ۹  | ۵      |
| ۲۰۱۹–۲۰۲۰        | نفتچی باکو      | ۶    | ۱  | ۲      |
| ۲۰۲۰–۲۰۲۱        | نفتچی باکو      | ۱۶   | ۰  | ۰      |
| ۲۰۲۰–۲۰۲۱        | تراکتور         | ۲۲   | ۲  | ۴      |
| ۲۰۲۱–۲۰۲۲        | تراکتور         | ۲۶   | ۳  | ۰      |
| ۲۰۲۲–۲۰۲۳        | نفت مسجد سلیمان | ۱۱   | ۱  | ۳      |

## افتخارات

### تراکتور
- لیگ برتر فوتبال ایران
  - نایب قهرمان(۱): ۹۴–۱۳۹۳

### پرسپولیس
- لیگ برتر فوتبال ایران
  - قهرمان(۱): ۹۶–۱۳۹۵